# الضربات الجوية التركية في سوريا والعراق أبريل 2017
في صباح يوم 24 أبريل/نيسان 2017، شنت القوات الجوية التركية غارات قصف متعددة ضد مقرات وحدات حماية الشعب ووحدات حماية المرأة في شمال شرق سوريا، بينما شنت في الوقت نفسه ضربات جوية ضد مواقع وحدات مقاومة سنجار في جبل سنجار، شمال غرب العراق. وأسفرت الضربات الجوية عن مقتل 20 من مقاتلي وحدات حماية الشعب وحدات حماية المرأة في سوريا بالإضافة إلى 5 جنود من البيشمركة في العراق.

## الهجمات
أذنت هيئة الأركان العامة لجمهورية تركيا بهذه الهجمات، التي ادعت أن حملات القصف استهدفت حزب العمال الكردستاني وأنها محاولات لمنع الحزب من «إرسال الإرهابيين والأسلحة والذخيرة والمتفجرات» إلى تركيا. وفي حوالي الساعة الثانية من صباح اليوم (ت.ش.أ.ص)، شنت الطائرات التركية عدة غارات جوية على مواقع وحدات حماية الشعب وحماية المرأة على قمة جبل كراتشوك بالقرب من بلدة المالكية. وكانت اهداف الضربات الجوية مركزا إعلاميًا لوحدات حماية الشعب، ومحطة إذاعية، ومرفقًا للاتصالات، وقواعد عسكرية. وأسفرت حملات القصف عن مقتل 12 من المقاتلين التابعين لوحدات حماية الشعب و8 من وحدات حماية المرأة وإصابة 18 آخرين.
في حوالي الساعة 2:30 صباحًا قصفت الطائرات التركية مواقع يشتبه في أنها تابعة لحزب العمال الكردستاني فوق جبل سنجار. وضربت الغارات الجوية برج اتصالات وقتلت 5 جنود من البيشمركة وأصابت 9 آخرين بجروح. ووفقًا لما ذكره عمدة مدينة سنجار، لم ترد أنباء عن وقوع إصابات بين الحزب.

## الرد التركي
قال رجب طيب أردوغان، رئيس تركيا، أنه «نحن ملزمون باتخاذ تدابير. يجب أن نتخذ خطوات» بعد الضربات الجوية. وادعت تركيا أنها اتصلت بالولايات المتحدة و‌روسيا و‌مسعود بارزاني رئيس كردستان العراق قبل الهجمات. وردًا على الضربة الجوية على موقع البيشمركة التي أودت بحياة خمسة من جنودهم، قال أردوغان أنها «ليست عملية ضدهم على الإطلاق».

## ردود الفعل

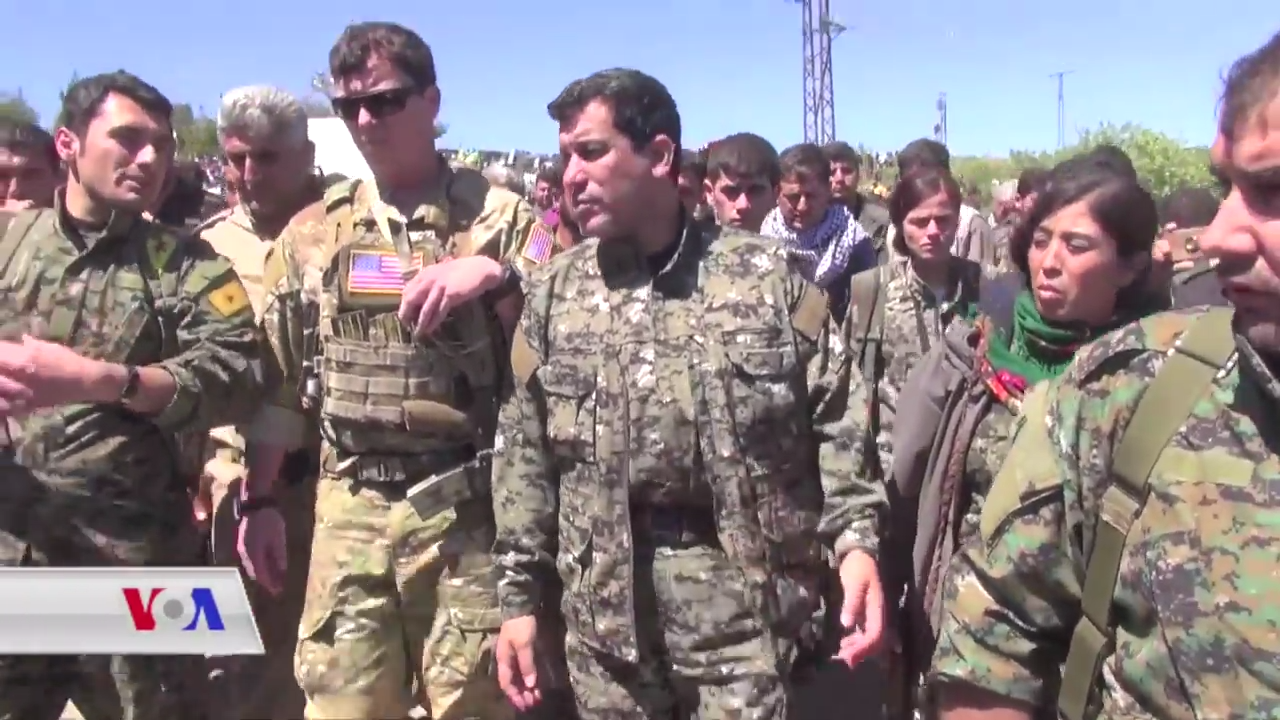
مسؤول عسكري أمريكي وقادة وحدات حماية الشعب يقومون بجولة في المنطقة التي ضربتها الضربات الجوية

- الولايات المتحدة – مارك تونر، المتحدث باسم وزارة الخارجية الأمريكية، ذكر أن بلاده «تشعر بقلق بالغ وعميق» إزاء الضربات الجوية التي أجريت دون موافقة الولايات المتحدة و‌التحالف الذي تقوده الولايات المتحدة. وقال أن الولايات المتحدة «أعربت عن هذه المخاوف لحكومة تركيا مباشرة».[6] ووفقًأ لما ذكره مسؤولون من القيادة المركزية الأمريكية، رفض مركز التنسيق المتمركز في قطر الطلبات التركية لإجراء الضربات الجوية.[7] بعد الضربات الجوية، زار مسؤولون عسكريون أمريكيون المنطقة في شمال شرق سوريا التي ضربتها الهجمات واجتمعوا مع وحدات حماية الشعب «لتهدئة التوترات» حيث كانوا «يرصدون التطورات».[2]
- العراق – وزارة الخارجية العراقية أدانت الهجمات التي وقعت في سنجار باعتبارها انتهاكًا للسيادة العراقية. وذكرت الوزارة أن «أي عملية تنفذها الحكومة التركية دون أي تنسيق مع الحكومة العراقية مرفوضة تمامًا».[5]
- كردستان العراق – وصف بيان صادر عن حكومة إقليم كردستان الضربات الجوية في سنجار «مؤلمة وغير مقبولة». ومع ذلك، دعت حكومة الإقليم أيضًا إلى انسحاب حزب العمال الكردستاني من سنجار.[7]

## التبعات
في 26 أبريل/نيسان، قصف الجيش التركي مواقع وحدات حماية الشعب بالمدفعية بالقرب من بلدة الدرباسية في شمال شرق الحسكة. ثم اندلعت اشتباكات عنيفة بين وحدات حماية الشعب والجيش التركي على الحدود، مما أدى إلى وقوع إصابات متعددة من الجانبين. وفي الوقت نفسه، اندلعت مصادمات أيضًا بين الوحدات والجيش التركي على الحدود الغربية بالقرب من عفرين. واستمرت الاشتباكات الحدودية خلال اليومين المقبلين، حيث استهدفت المخافر الحدودية من الجانبين والتي أسفرت عن وقوع عشرات الإصابات.